# Maschwanderbrücke
Die Maschwanderbrücke ist eine Steinbogenbrücke über die Lorze. Die zweispurige Strassenbrücke verbindet das zugerische Hünenberg mit dem zürcherischen Maschwanden. Die Kantonsgrenze liegt in Fluss- und Brückenmitte.

## Konstruktion
Die zweijochige Steinbogenbrücke aus Sandstein-Quaderwerk wurde zwischen 1810 und 1830 anstelle einer Vorgängerbrücke gebaut. Sie besitzt zwei tragende Tonnengewölbe mit der Schnittform von Stichbögen, und die Bogenstirnen treten in den Brückenansichten als Sichtsteinarkaden in Erscheinung. 1939 wurde die Kurve des zugerischen Brückenkopfs ausgeweitet und der entsprechende nördliche Brüstungsabschnitt angepasst.

## Erhaltenswertes Objekt
Das Bauwerk ist denkmalgeschützt.
Die Lorzenbrücke erinnert stark an einen Bau aus napoleonischer Zeit.

## Naturschutzgebiet
Die Ebene bei der Brücke ist als Landschaftsschutzgebiet «Reusslandschaft» im Bundesinventar der Landschaften und Naturdenkmäler von nationaler Bedeutung (BLN) und mit dem Naturraum Maschwander Allmend (Objekt ZG, ZH 251) im Bundesinventar der Moorlandschaften von besonderer Schönheit und von nationaler Bedeutung sowie als Smaragd-Gebiet «Reusstal» ausgewiesen.
Auf der linken Flussseite befindet sich das national geschützte Amphibienlaichgebiet «Rüss-Spitz».
Das Bauwerk befindet sich im national geschützten Flachmoor Rüss-Spitz/Wannhüseren.